# Oswald Levett
Oswald Franz Levett, eigentlich David Loewitt (* 15. Juni 1884 Baden; † Oktober 1942 in Maly Trostinez) war ein österreichischer Schriftsteller, Rechtsanwalt und Übersetzer.

## Leben
Der Sohn von David Loewitt und dessen Frau Ernestine geb. Ornstein wurde am 24. März 1908 an der Universität Wien zum Doktor der Rechtswissenschaften promoviert. Nach der Fortsetzung der Ausbildung an der Hochschule für Welthandel in Wien und am Collège libre des sciences sociales sowie der École libre des sciences politiques belegte Levett einen Buchrevisorenkurs.
Es folgte eine Konzipiententätigkeit bei Kammerpräsident Dr. Harpner, Dr. Eckstein und Dr. Kappelmacher in Wien. Anschließend war Levett Beeideter Gerichtsdolmetscher für die Sprachen Französisch, Englisch, Portugiesisch, Russisch, Italienisch und Spanisch. Nach seiner Teilnahme und Verwundung im Ersten Weltkrieg erfolgte die Verleihung des Ritterkreuzes des Franz-Josephs-Ordens. Nach Kriegsende unternahm er mehrere Reisen durch Europa, Vorderasien und Nordafrika.
1925 erfolgte mit Leo Perutz eine Bearbeitung von Victor Hugos Roman Quatre-Vingt-Treize. Sie erscheint bei Ullstein unter dem Namen Das Jahr der Guillotine. Am 1. Jänner 1933 kam es zur Geburt des unehelichen Sohnes Oswald Fuchs. Der 10. Dezember 1932 war das Erscheinungsdatum des Romans Verirrt in den Zeiten bei FIBA Verlag, Wien-Leipzig. Am 16. März 1933 erfolgte seine Namensänderung von Loewitt zu Levett und am 8. Juni 1933 der Beitritt zur altkatholischen Kirche.
Am 11. Juni 1933 trennte er sich von Martha Taussig, geb. Löbl. 1935 erschien der Roman Papilio Mariposa beim Europäischen Verlag, Wien-Leipzig. Am 28. April 1935 folgte die Geburt des Sohnes René Edgar Johannes Levett. Am 31. Dezember 1938 kam es zum Ende der Anwaltschaft aufgrund der Rassenbestimmungen. Im März 1939 ging Levett in die Emigration nach Brüssel und hatte dort eine Tätigkeit im Hilfswerk für die Juden aus Deutschland.
Im Juli 1940 erfolgte die Scheidung von seiner Ehefrau Martha. Nach der am 23. Oktober 1940 erfolgten Festnahme in Brüssel und Überstellung nach Aachen wurde er per Sammeltransport nach Wien verbracht.
Am 5. Oktober 1942 wurde er zusammen mit ca. 550 Personen in das Vernichtungslager Maly Trostinez deportiert. Nach der Ankunft im Lager am 9. oder 10. Oktober war Levett nicht unter den zwei Überlebenden dieser Deportation.

## Werke
- Papilio Mariposa, Wien 1935

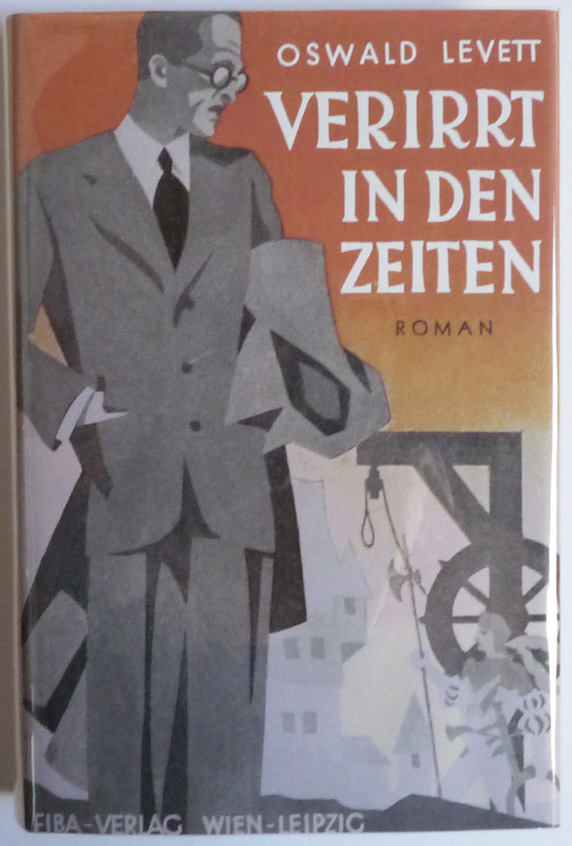
Originalausgabe, Fiba, Wien 1933

- Verirrt in den Zeiten, Wien 1933 (Neuausgabe 1984 im Verlag Das Neue Berlin (Reihe SF Utopia), 1986 bei Suhrkamp)
- Das Jahr der Guillotine, 1925 (als Übersetzer)

## Hörfunk
- Thomas Gaevert: Der Zeitreisende von Ansbach oder Wer war Oswald Levett? (Memento vom 18. November 2015 im Internet Archive) Hörfunkfeature, 25 Min., Produktion: Südwestrundfunk, Erstsendung: 24. September 2012